# Зал Святої Цецилії
55°56′56″ пн. ш. 3°11′11″ зх. д. / 55.948885829406° пн. ш. 3.1864868210573° зх. д.
Зала Святої Сесилії (англ. St. Cecilia's Hall) — невелика концертна зала і музей у місті Единбург, Шотландія, Великобританія. Розташована на розі вулиць Ніддрі та Коугейт, приблизно за 168 метрів (551 фут) на південь від Королівської милі. Концертна зала була споруджений у 1763 році. Зала Святої Сесилії вважається і була першою спеціально побудованою концертною залою у Шотландії. Вона внесена до реєстру історично-культурних пам'яток архітектури та має категорію А1, до якої внесені будівлі, які мають визначну архітектурну чи історичну цінність та є видатними зразками певного періоду, стилю або типу будівлі.
Зала знаходиться у підпорядкуванні Единбурзького університету та містить частину університетської колекції музичних інструментів, включаючи колекцію Рассела та колекції Роджера Міррі та Енн Маколей. Вона використовується для концертів класичної камерної музики, а влітку — як одне з місць, де проводяться заходи в рамках Единбурзького міжнародного фестивалю.

## Історія

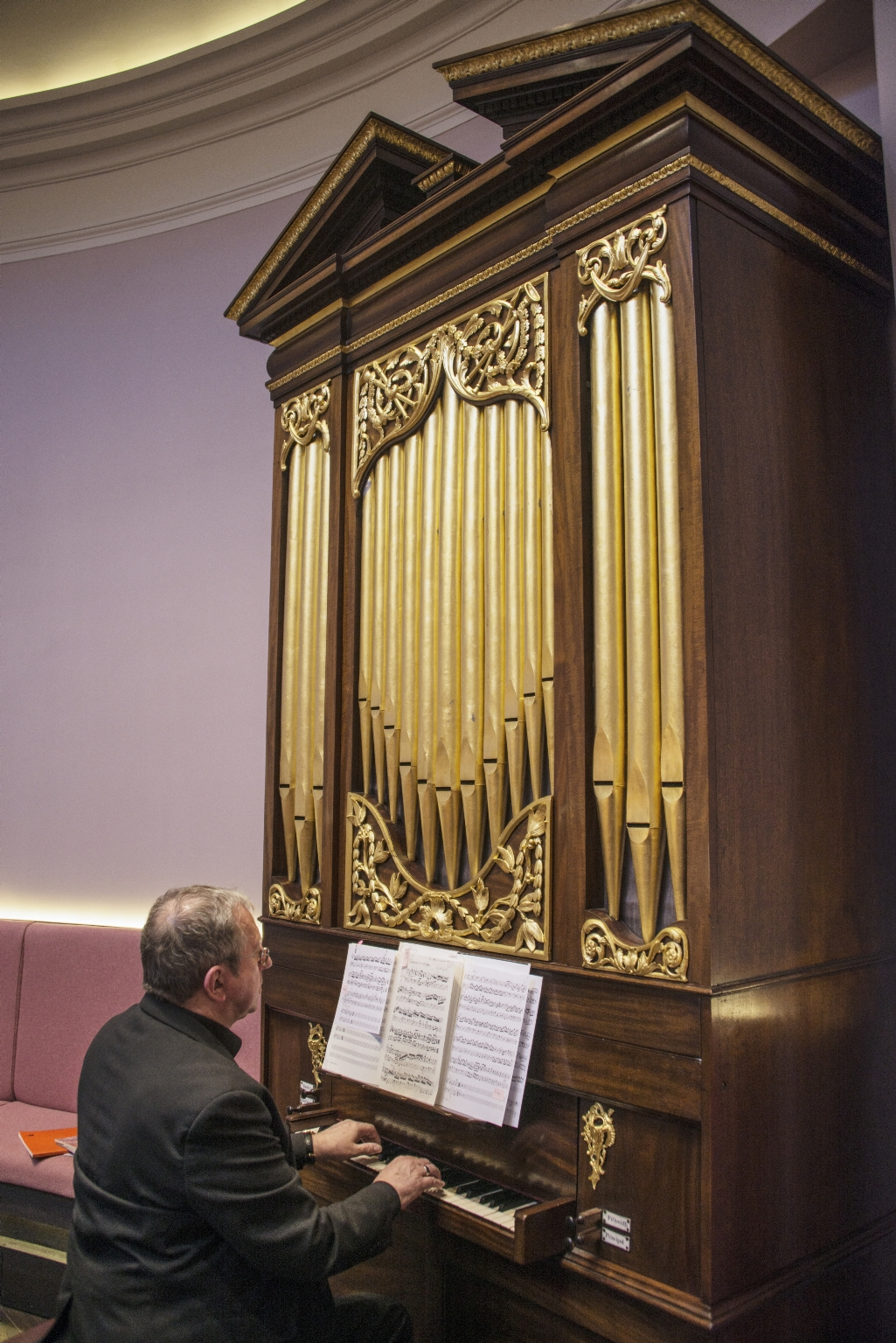
Орган у концертній залі Святої Сесилії

Будівництво зали Святої Сесилії спочатку було замовлене Единбурзьким музичним товариством (EMS, Edinburgh Musical Society). Автором проєкту був шотландський архітектор Роберт Мілн, який також спроєктував міст Блекфріарс у Лондоні. Единбурзьке музичне товариство було засновано в 1728 році, і протягом перших 35 років його члени збиралися у верхньому залі каплиці Святої Марії, невеликої церкви, яка раніше була розташована на північ від нинішнього залу. У грудні 1763 року, після завершення будівництва нового залу Мілна, EMS провели інавгураційний концерт на честь Святої Цецилії, покровительки музикантів.
Зала Святої Сесилії була першою спеціально побудованою концертною залою у Шотландії та лише на 15 років молодшою за музичну кімнату Голівелл в Оксфорді — першу концертну залу Європи, побудовану в 1748 році. Мілн спроєктував будівлю з овальним концертним залом з репетиційною кімнатою, розташованими на першому поверсі. Спочатку головний вхід виходив до невеликого внутрішнього двору біля Ніддрі Вайнд, а приблизно в 1787 році до входу було додано портик.
У 1785 році місцева влада Единбургу розпочала великий інженерний проект — будівництво Південного мосту, автомобільного мосту над Коугейтом, який з'єднав Старе місто з університетом на півдні міста. Будівництво тривало два роки і було завершено в 1787 році. В процесі спорудження мосту Единбург втратив декілька історичних місць, зокрема, Ніддрі Вайнд, а зала Святої Сесилії залишилася без оригінального вхідного двору. Через багатоквартирні будинки, розташовані вздовж Південного мосту, що нависали над собором Святої Сесілії, Коугейт став темним і небажаним місцем для відвідувачів Единбурга, які на той час вже почали масово відвідувати новозбудовані зали у модернішому Новому місті на іншому кінці міста. Глядачів поменшало, і зрештою  Единбурзьке музичне товариство припинило організацію виступів, останній з яких відбувся в 1798 році. А вже близько 1801 року Единбурзьке музичне товариство було розформоване, а залу Святої Сесилії продано баптистській громаді.
У 1821 року зала Святої Сесилії стала частиною Единбурзької школи мистецтв (нині Університет Геріот-Ватт). 16 жовтня у стінах зали відбулася перша лекція з хімії. З 1821 по 1837 роки зала була місцем проведення навчальних занять, коли заклад переїхав на площу Адама.
Пізніше будівля використовувалася як масонська ложа, склад, школа і як бальна зала. Зрештою в 1959 році зала Святої Сесилії була придбана Единбурзьким університетом.

## Архітектура

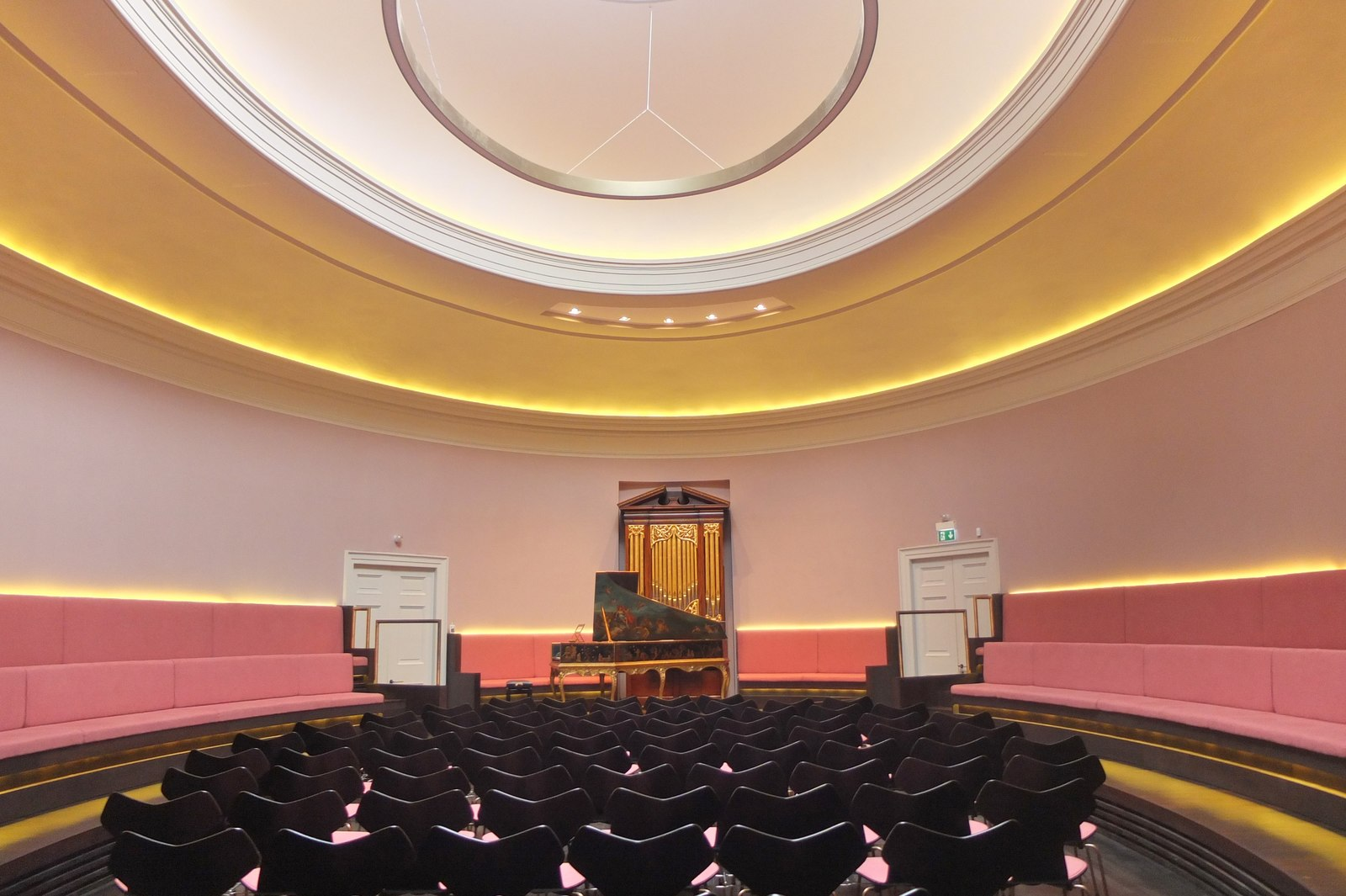
Концертна зала Сайперт (Sypert)

Екстер'єр виконаний у простому неокласичному стилі, фасад облицьований ашларом (ретельно оброблений камінь, призначений для оздоблення різноманітних споруд). На верхньому поверсі знаходиться концертна зала Сайперт (Sypert), яка  має еліптичну форму з куполоподібною стелею, що оздоблена гіпсовим карнизом з ліпниною та увінчана центральним еліптичним куполом. Вільям Адам (1738–1822) відвідав залу і написав своєму братові Джону Адаму, що знайшов її «потворною та приземистою». У 1966 році університет доручив архітектору Яну Ліндсею реконструювати інтер'єр концертної зали. Він побудував нове східне узвишшя і зробив новий вхід до зали. Зал відкрився після реставрації в 1968 році.  
Останні за часом реставрація та реконструкція зали Святої Сесилії відбулися у 2016 році та мали на меті покращення самої зали та музейних приміщень. Витрати на ремонтні роботи склали 6,5 мільйонів фунтів стерлінгів. Проект був частково профінансований Фондом Лотереї спадщини, в рамках його роботи з підтримки будівель що мають культурно-історичну цінність. Зала відкрилася для публіки в 2017 році.  

## Музичний музей
Окрім концертної сцени, у залі Святої Сесилії знаходиться музей музичних інструментів, який відкритий для відвідувачів з вівторка по суботу. Це одна з двох філій університетської колекції історичних музичних інструментів, де представлені експонати з колекцій старовинних клавішних інструментів Роджера Міррі та Рассела, а також колекції струнно-щипкових інструментів Енн Маколе.
Музейний фонд налічує понад 500 інструментів і має активну програму консервації та реставрації. Колекції включають клавесини, вірджинали, спінети, органи, фортепіано, арфи, лютні,циттернии та гітари.  

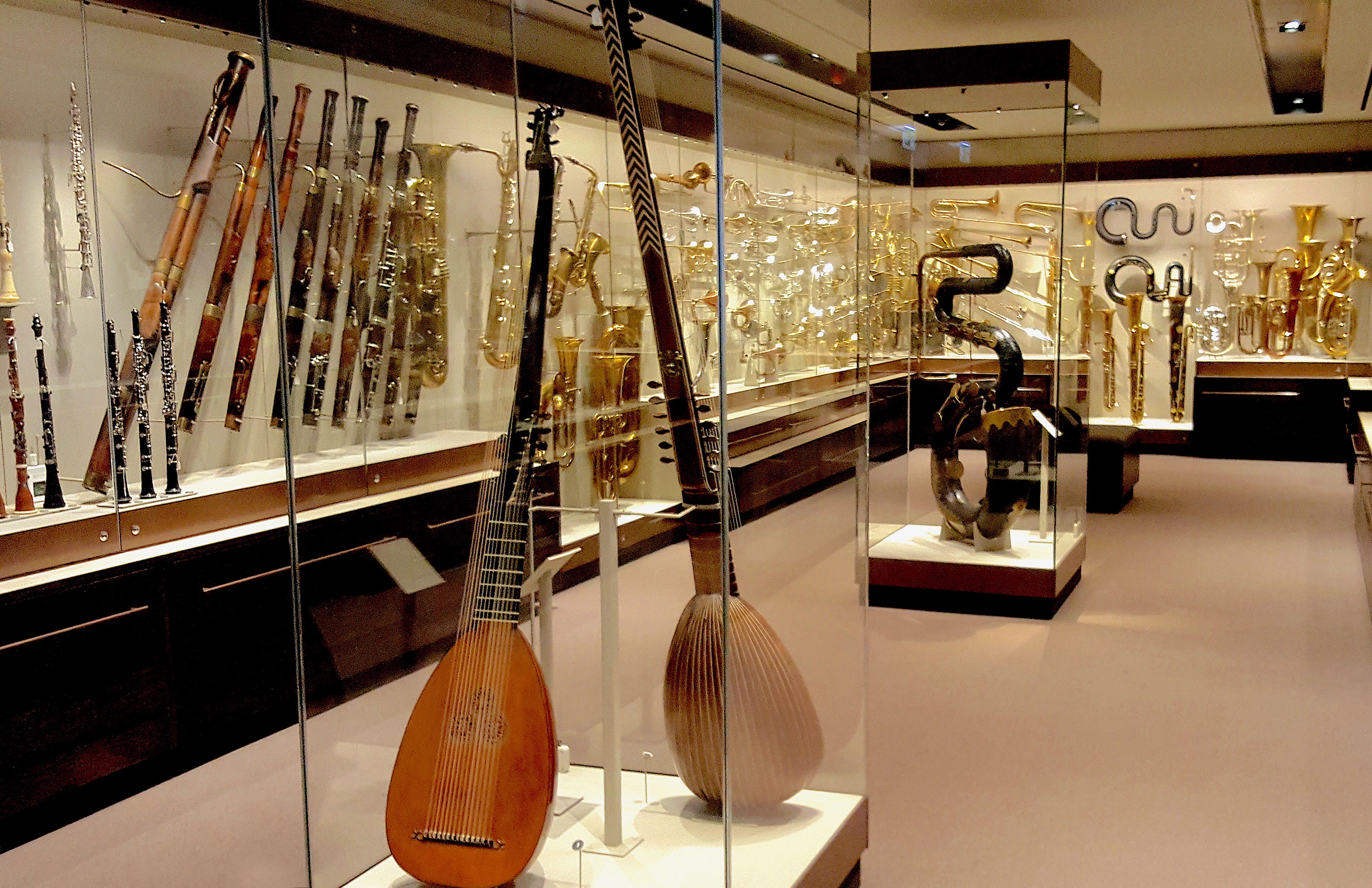
Музей музичних інструментів

У 1967 році в концертній залі з'явився камерний орган, створений в 1750 роціДжоном Снетцлеромм дляграфа Нормантонаа. Він був встановлений в концертній залі Сайперта ноттінгемширською фірмою органобудівників Goetze and Gwynn. Відразу після установки механізм був пошкоджений сухим повітрям і був відновлений лише в 2017 році.